# Eleccions legislatives belgues de 1925
Les Eleccions legislatives belgues de 1925 se celebraren el 15 d'abril de 1925, poc abans de començar la Segona Guerra Mundial. Guanyaren els catòlics, que formaren un govern presidit per Georges Theunis, Aloys Vande Vivere, Prosper Poullet i Henri Jaspar.
| Partit | Partit      | Cambra de Representants | Cambra de Representants | Cambra de Representants | Senat     | Senat  | Senat  |
| Partit | Partit      | Vots                    | %                       | Escons                  | Vots      | %      | Escons |
| ------ | ----------- | ----------------------- | ----------------------- | ----------------------- | --------- | ------ | ------ |
|        | Socialistes | 821,116                 | 39,48%                  | 79                      | 828,854   | 40,87% | 39     |
|        | Catòlics    | 778,366                 | 37,42%                  | 86                      | 757,804   | 37,36% | 38     |
|        | Liberals    | 304,757                 | 14,65%                  | 23                      | 324,823   | 16,02% | 13     |
|        | Altres      | 176,414                 | 8,48%                   | 8                       | 116,716   | 5,75%  | 3      |
| Total  | Total       | 2,080,047               | 100%                    | 196                     | 2,028,197 | 100%   | 93     |